# 길 (2017년 영화)
"길"은 2017년에 개봉한 대한민국의 영화이다.

## 캐스팅
- 김혜자 : 순애 역
- 송재호 : 상범 역
- 허진 : 수미 역
- 온주완 : 젊은기사 역
- 박혁권 : 중년기사 역
- 지안 : 안혜진 역
- 정의갑 : 병철 역
- 안혜경 : 병철 아내 역
- 권경하 : 카페 주인 역
- 김승현 : 종광 역
- 신원호 : 윤석 역
- 김지성 : 젊은 순애 역
- 윤재호 : 젊은 상범 역
- 이민아 : 젊은 수미 역
- 이성득 : 송태수 역
- 윤서 : 상범 손녀딸 역
- 도정연 : 싸가지남 역
- 정서인 : 여자약사 역
- 이상규 : 남자약사 역
- 김정대 : 사진작가 역
- 이재영 : 사진관남 역
- 김종욱 : 카페 부 역
- 김소정 : 카페 녀 역
- 안수용 : 카페가족 역
- 이정옥 : 카페가족 역
- 안은영 : 카페가족 역
- 김혜진 : 카페연인 역
- 안준태 : 카페연인 역
- 이진권 : 카페친구들 역
- 김경래 : 카페친구들 역
- 최인희 : 카페친구들 역
- 정충희 : 카페친구들 역
- 백윤후 : 빵집손님 역
- 주정미 : 빵집손님 역
- 윤나경 : 빵집손님 역
- 한민교 : 빵집 아이들 역
- 김서현 : 빵집 아이들 역
- 허정인 : 빵집 아이들 역
- 양지유 : 빵집 아이들 역
- 이홍우 : 버스기사 역